# Oblastní rada Zevulun
Oblastní rada Zevulun (hebrejsky מועצה אזורית זבולון‎, mo'aca ezorit Zvulun, anglicky Zevulun Regional Council) je oblastní rada v Haifském distriktu v Izraeli. Členské obce se nacházejí východně a jihovýchodně od Haify v úrodném Zevulunském údolí. Území oblastní rady je na západě vymezeno okrajem aglomerace Haify včetně konurbace satelitních měst Krajot, na jihu svahy pohoří Karmel, na východě svahy pahorků Dolní Galileje. Na severu tvoří hranici lokalita Afek, přičemž severní část Zebulunského údolí už pod jurisdikci oblastní rady nespadá.

## Dějiny

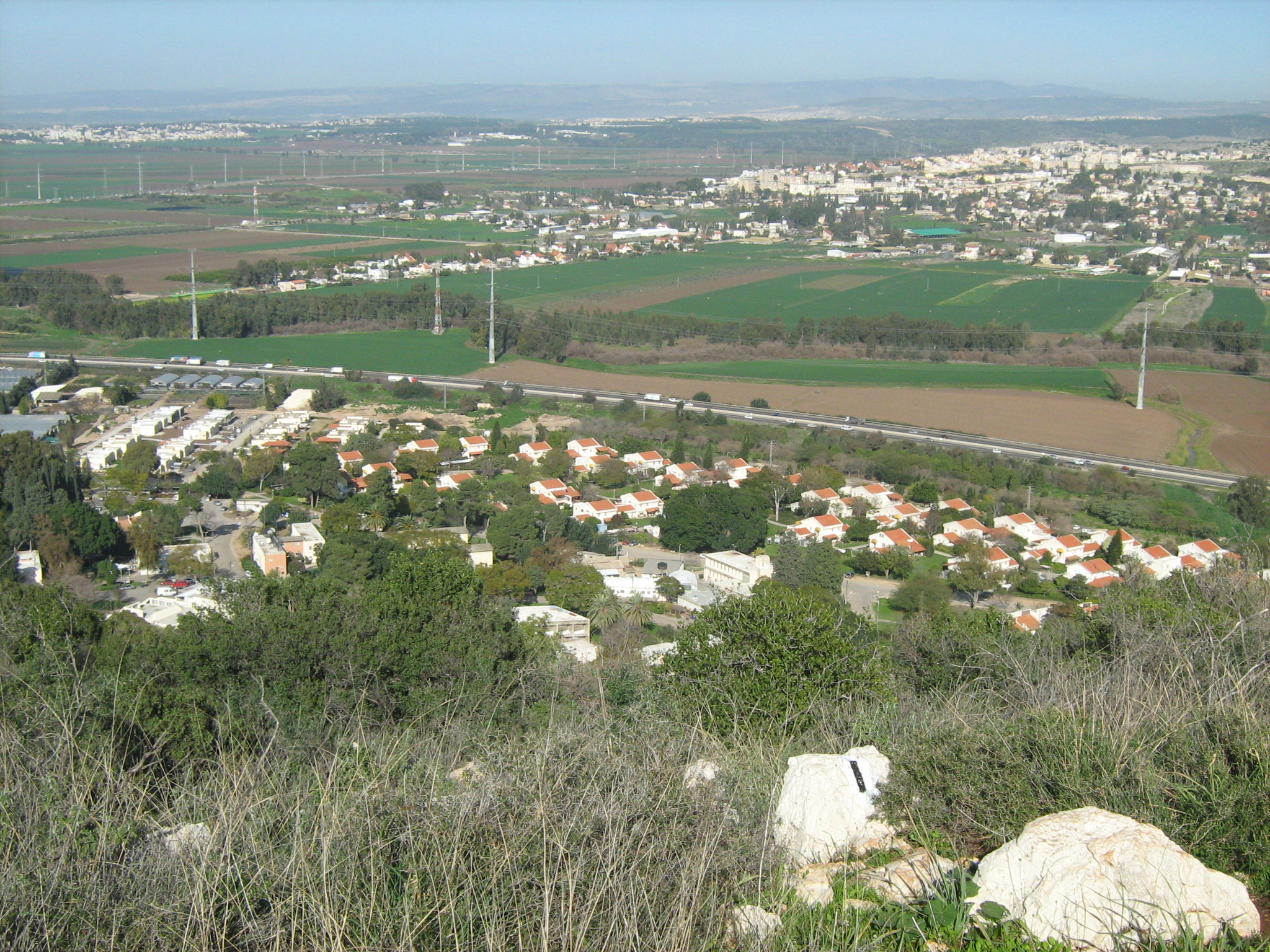
Kibuc Jagur

Jméno oblastní rady je odvozeno od jména biblického kmene Zabulon, který sídlil v tomto regionu. Novověké židovské osidlování tohoto regionu začalo ve 20. letech 20. století zakládáním prvních zemědělských osad, které zde již před vznikem státu Izrael vytvořily hustou a zčásti územně souvislou síť. V oblasti v té době ještě existovalo i arabské osídlení, jež zde ale bylo poměrně řídké, protože až do 20. století pokrývala většinu plochy Zevulunského údolí síť močálů napájených vodními toky přitékajícími z východu, zejména řekou Kišon.
Samotná oblastní rada Zevulun vznikla roku 1950 a kromě židovských vesnic zahrnuje i dvě vesnická sídla obývaná izraelskými Araby, respektive Beduíny.
Sídlo úřadů oblastní rady leží v komplexu na pomezí vesnic Ramat Jochanan, Kfar ha-Makabi a Uša. Oblastní rada má velké pravomoci zejména v provozování škol, územním plánování a stavebním řízení nebo v ekologických otázkách.

## Seznam sídel
Oblastní rada Zevulun sdružuje pět kibuců, dva mošavy, dvě společné osady (jišuv kehilati), dvě arabské (beduínské) vesnice a dvě další sídla (mládežnická vesnice Kfar ha-No'ar ha-Dati a vzdělávací komplex Oranim)

### Kibucy
- Kfar ha-Makabi
- Ramat Jochanan
- Ša'ar ha-Amakim
- Uša
- Jagur

### Mošavy
- Kfar Bialik
- Kfar Chasidim Alef

### Společné osady
- Kfar Chasidim Bet
- Nofit

### Arabské vesnice
- Chavalid
- Ibtin
- Ras Ali

### Ostatní sídla
- Kfar ha-No'ar ha-Dati
- Oranim

## Demografie
K 31. prosinci 2014 žilo v oblastní radě Zevulun 12 900 obyvatel. Z celkové populace bylo 8 500 Židů. Včetně statistické kategorie „ostatní“, tedy nearabští obyvatelé židovského původu, ale bez formální příslušnosti k židovskému náboženství, jich bylo 9 100}. Ostatní jsou většinou izraelští Arabové.
| Rok            | 1961  | 1972  | 1983  | 1995  | 2006   | 2008   | 2009   | 2010   | 2011   | 2012   | 2013   | 2014   |
| -------------- | ----- | ----- | ----- | ----- | ------ | ------ | ------ | ------ | ------ | ------ | ------ | ------ |
| Počet obyvatel | 5 200 | 5 100 | 5 800 | 8 200 | 10 900 | 11 300 | 11 400 | 11 500 | 12 000 | 12 600 | 12 600 | 12 900 |